# Phalops aurifrons
Phalops aurifrons là một loài bọ cánh cứng trong họ Bọ hung (Scarabaeidae).